# Ophiodermella grippi
Ophiodermella grippi é uma espécie de gastrópode do gênero Ophiodermella, pertencente a família Borsoniidae.